# Arthroleptella
Arthroleptella is een geslacht van kikkers uit de familie Pyxicephalidae. De groep werd voor het eerst wetenschappelijk beschreven door John Hewitt in 1926.
Er zijn zeven soorten die endemisch zijn in Zuid-Afrika.

## Taxonomie
Geslacht Arthroleptella
- Soort Arthroleptella bicolor
- Soort Arthroleptella drewesii
- Soort Arthroleptella landdrosia
- Soort Arthroleptella lightfooti
- Soort Arthroleptella ngongoniensis
- Soort Arthroleptella subvoce
- Soort Arthroleptella villiersi

Amietia · 
Anhydrophryne · 
Arthroleptella · 
Cacosternum · 
Ericabatrachus · 
Microbatrachella · 
Natalobatrachus · 
Nothophryne · 
Poyntonia · 
Strongylopus · 
Tomopterna